# Есаян, Забел
Забе́л Есая́н (девичья фамилия Ованесян; арм. Զապէլ Եսայեան (Զապել Եսայան), 4 февраля 1878—1937(?), 1943(?)) — армянский прозаик, поэтесса и переводчица, профессор литературы.

## Биография
Забел родилась 4 февраля 1878 года, в разгар русско-турецкой войны, в одном из кварталов константинопольского района Ускюдар — Силидаре, в семье Мкртича Ованесяна. Посещала начальную школу Святого Креста (Սուրբ Խաչ). С 1895 года жила в Париже, где изучала литературу и философию в Сорбонне.
Вдохновленная французским романтическим движением XIX века и возрождением армянской литературы на западно-армянском диалекте, она стала заниматься поэтическим творчеством. Её первые прозаические стихотворения («Ночная песня») появилась в журнале «Цахик» («Цветок») в 1895 году. Она публиковала короткие рассказы, литературные эссе, статьи и переводы на французском и армянском языках в периодических изданиях «Меркюр де Франс», «Юманите», «Масис», «Анаит», «Аревелян мамул». Корректировала французско-армянский словарь. Автор романов «В зале ожидания», (1903), «Вечерняя заря Скютари» (1903). Романы «Фальшивые таланты» (1905), «Даровитые люди» (1907) вызвали большой интерес к автору. Есаян разоблачала преступную политику султана Абдул-Хамида II по отношению к армянам. Живя в Париже, вышла замуж за художника Тиграна Есаяна. У них было двое детей: Софи и Грант.
После младотурецкой революции в 1908 году Забел Есаян вернулась в Константинополь. В 1909 году она побывала в Киликии, в городе Адане и опубликовала серию статей о киликийской резне. Трагической судьбе армян в Киликии посвящены её произведения: роман «Среди руин» (Աւերակներու մէջ, Константинополь, 1911), повесть «Проклятье» (1911), рассказы «Сафис» (1911) и «Новая невеста» (1911). Это не просто описание увиденного, но и обобщения и раздумья.
Есаян была единственной женщиной в списке армян, намеченных для ареста и депортации 24 апреля 1915 года в Османской империи младотурецким правительством. Но Забел, вместе с группой общественных деятельниц и жён арестованных, смогла избежать заключения и перебраться в Болгарию, а затем на Кавказ, в Тифлис, где занималась вопросами устройства армянских беженцев, записывая их рассказы о зверствах, которые имели место во время геноцида армян. Одновременно вела большую общественную деятельность, собирая для пострадавших деньги, одежду, питание и медикаменты.
1918 год застал её на Ближнем Востоке в организации переселения беженцев и сирот. Во время этих поездок ею написаны повести «Последний стакан» (Վերջին բաժակը), «Моя душа в изгнании» (Հոգիս աքսորեալ, 1919), «Мелиха Нури ханум» (последняя увидела свет в 1927 году в Армении, а через год была переведена на французский язык и издана в Париже).
Её поддержка Советской Армении была искренней. В романе «Отступающие силы» (Նահանջող ուժեր, 1923) она описывает жизнь простых людей того времени. В 1926 году она побывала в Армении и вскоре после этого опубликовала свои путевые впечатления под характерным названием «Прометей освобожденный» (Պրոմէթէոս ազատագրուած, Марсель, 1928). В 1933 году она решила обосноваться в Советской Армении вместе со своими детьми. В 1934 году приняла участие в первом съезде советских писателей СССР в Москве.
Живя в Армении, Есаян преподавала в Ереванском государственном университете западно-европейскую и армянскую литературу и продолжала писать. Её лекции собирали слушателей со всего города. Этому периоду принадлежат её повесть «Огненная рубашка» (Կրակէ շապիկ, Ереван, 1934; русский перевод: М., 1936), автобиографическая книга «Сады Силидара» (Սիլիհտարի պարտէզները, Ереван, 1935), роман «Дядя Хачик».
Забел Есаян известна и как редактор, литературный критик и переводчик, в частности, она блистательно перевела Метерлинка. В свою очередь, её произведения переводились на английский, болгарский, немецкий, русский, турецкий, французский языки. «Есаян — первая выдающаяся женщина-романист в нашей литературе, чуть ли не самый крепкий мастер романа у нас, наделенная аналитическим умом и даром проникновения в психологию», — отмечал видный армянский писатель Акоп Ошакан.
В 1937 году, во время сталинского террора была арестована по обвинению в национализме и антисоветской агитации. Обстоятельства её смерти не выяснены. Принято считать, что в январе 1939 года Есаян была приговорена к расстрелу, а 8 мая 1939 года приговор был заменён на десять лет ссылки в Сибирь, где она предположительно утонула в 1943 году. Краткая литературная энциклопедия (1964) и Большая советская энциклопедия (1972) в качестве даты и места смерти приводят 1937 г., Ереван.
В 2009 году в Армении был снят документальный фильм «В поисках Забел Есаян» (режиссёры Лара Агаронян и Талин Суджян). В 2022 году в парке при Международном центре агробизнеса имени Забел Есаян был открыт памятник писательнице

### Семья
Муж — Тигран Есаян, художник
Сын — Грант Есаян, ученый-химик, один из разработчиков синтетического каучука в Советской Армении.
Дочь — Софи Есаян.

#### Галерея
В Национальной галерее Армении хранятся портреты членов семьи Забел Есаян, выполненные ее мужем Тиграном Есаяном.

## Произведения
- Եսայան Զ., Կեղծ հանճարներ, Կ. Պոլիս, 1910
- Շնորհքով մարդիկ, Կ. Պոլիս, 1907
- Երբ ալյևս չեն սիրեր, Կ. Պոլիս, 1914
- Հոգիս աքսորիալ, Վիեննա, 1922
- Նահանջող ուժեր, Վիեննա, 1922
- Նահանջող ուժեր, Երևան, 1926
- Պրոմեթեոս ազատագրված, Մարսել, 1925
- Կրակե շապիկ, Երևան, 1934
- Սիլիհտարի պարտեզները, Երևան, 1935
- Երկեր, Երևան, 1959
- Բարպա Խաչիկ, Երևան, 1966
- Մուրատի ճամբորդութիւնը, Երևան, 1990
- Աւերակներուն մէջ, Երեւան, 2021
- Սիլիհտարի Պարտէզները, Երեւան, 2021

## На французском языке
- L’agonie d’un peuple / auteur(s) : Hayg TOROYAN — [texte recueilli par] Zabel Essayan; témoignage traduit de l’arménien par Marc Nichanian. suivi de La voix et la plume / postface du traducteur. Editeur : Classiques Garnier. Année :	2013. ISBN 9782812408564
- Mon âme en exil / auteur(s) : Zabel ESSAYAN — Traduit de l’arménien par Anahide Drézian et Alice Der Vartanian, Postface de Krikor Beledian. Editeur : Parenthèses. Année :	2012. ISBN 9782863642665
- Dans les ruines — les massacres d’Adana, avril 1909 / auteur(s) : Zabel ESSAYAN — Editeur : Phébus. Année : 2011. ISBN 9782752905031
- Fragments d’Arménie / auteur(s) : Michael J. ARLEN — Jacques DEROGY — Zabel ESSAYAN — Hrant MATEVOSSIAN — RAFFI — Vahan TOTOVENTS — Kostan ZARIAN — textes choisis et présentés par Gérard Chaliand. Editeur : Presses de la Cité. Année :	2007. ISBN 9782258073883
- Les jardins de Silidhar : roman / auteur(s) : Zabel ESSAYAN — trad. de l’arménien par Pierre Ter-Sarkissian. Editeur :	Albin Michel. Année :	1994. ISBN 9782226064165
- L’Univers lumineux de la littérature / auteur(s) : Zabel ESSAYAN — Editeur :	Catholicossat arménien de Cilicie. Année : 1988